# Едмунд Берк
Едмунд Берк (енгл. Edmund Burke; Даблин, 22. јануар 1729 — Биконсфилд, 9. јул 1797) био је британски државник, политички теоретичар и филозоф рођен је у Даблину. Обично се сматра родоначелником англо-америчке конзервативне традиције. Беркова репутација која траје заснива се на низу дела која су била критична према Француској револуцији а пре свега на књизи Размишљања о револуцији у Француској (1790). Иако је био наклоњен америчкој револуцији Берк је оштро критиковао покушај да се француска политика преобликује у складу са апстрактним начелима као што су слобода, једнакост и братство тврдећи да се искуство пре свега налази у искуству, традицији и историји. Ипак сматрао је да француска монархија сноси делимичну одговорност за своју судбину јер је упорно одбијала да се мења да би се очувала. Берк је имао мрачну слику владе сматрајући да иако може да спречи зло ретко чини добро. Тржишне снаге схватао је као природни закон.
Упочетку се се бавио публицистичким радом, а после политиком као заступник виговаца у парламенту. Издавао је годишљак "Annual Register (1759 — 1788). Као филозоф познат по естетским респравама, усмереним сензуалистички, антирационалистички и психологистички. Утицао на многе естетичаре у Немачкој (Лесинг, Кант). Главно дело му је "Филозофско истраживање о пореклу наших идеја о узвишеном и лепом" из 1757. године.
Берк је био заговорник поткрепљења врлина манирима у друштву и значаја верских институција за моралну стабилност и добро државе. Ови ставови су изражени у његовом делу Оправдање природног друштва. Он је критиковао поступке британске владе према америчким колонијама, укључујући и њену пореску политику. Берк је такође подржао права колониста да се одупру метрополитанској власти, иако се успротивио покушају постизања независности. Запамћен је по подршци католичкој еманципацији, опозиву Ворена Хејстингса из Источноиндијске компаније и чврстом противљењу Француској револуцији. У својим Рефлексијама о револуцији у Француској, Берк је утврдио да револуција разара ткиво доброг друштва и традиционалних институција државе и друштва и осудио прогон католичке цркве који је из тога произашао. То је довело до тога да је постао водећа фигура у конзервативној фракцији Виговске партије, коју је назвао старим виговима, за разлику од нових виговаца предвођених Чарлс Џејмс Фоксом који су подржавали Француску револуцију.
У 19. веку Берка су хвалили конзервативци и либерали. Касније у 20. веку постао је широко признат као филозофски утемељивач модерног конзервативизма.

## Биолиографија
- A Vindication of Natural Society (1756)
- A Philosophical Enquiry into the Origin of Our Ideas of the Sublime and Beautiful (1757)
- An Account of the European Settlement in America (1757)
- The Abridgement of the History of England (1757)
- Annual Register editor for some 30 years (1758)
- Tracts on the Popery Laws (Early 1760s)
- On the Present State of the Nation (1769)
- Thoughts on the Cause of the Present Discontents (1770)
- On American Taxation (1774)
- Conciliation with the Colonies (1775)
- A Letter to the Sheriffs of Bristol (1777)
- Reform of the Representation in the House of Commons (1782)
- Reflections on the Revolution in France (1790)
- Letter to a Member of the National Assembly (1791)
- An Appeal from the New to the Old Whigs (1791)
- Thoughts on French Affairs (1791)
- Remarks on the Policy of the Allies (1793)
- Thoughts and Details on Scarcity (1795)
- Letters on a Regicide Peace (1795–97)
- Letter to a Noble Lord (1796)